# Najurieta
Najurieta es una localidad española del municipio de Unciti, perteneciente a la Comunidad Foral de Navarra.

## Toponimia
El lugar puede aparecer referido con las grafías «Najurieta» y «Naxurieta».

## Historia
Hacia mediados del siglo XIX, el lugar, ya por entonces perteneciente a Unciti, tenía contabilizada una población de 103 habitantes. Aparece descrito en el duodécimo volumen del Diccionario geográfico-estadístico-histórico de España y sus posesiones de Ultramar de Pascual Madoz con las siguientes palabras:

NAXURIETA: l. del ayunt. y valle de Unciti en la prov. y c. g. de Navarra, aud. terr. y dióc. de Pamplona (3 1/2 leg.), part. jud. de Aoiz (2 1/2): sit.: en una llanura ó especie de hondonada en el centro del valle: clima frio, espuesto á catarros y afecciones pulmonares: tiene 12 casas antiguas y de pocas comodidades, que forman una calle bastante ancha pero mal empedrada, y una plaza para juego de pelota; escuela para ambos sexos dotada con 800 rs.; igl. parr. (Sto. Tomás) de entrada, servida por un vicario de provision del diocesano á presentacion de los vec., cementerio y 1 ermita dedicada á Ntra. Sra. de Basaba: para beber y demas usos se surten de una fuente que hay en el centro del pueblo. El térm. se estiende 1/2 leg. de N. á S. y cuarto y 1/2 de E. á O., y confina N. Lizarraga; E. Alzorriz; S. Zoraquiain, y O. Unziti y Zabalzeta: dentro de su circunferencia hay dos montes robledales con abundancia de arbolado y ramage de bojes. El terreno es secano pero productivo; le cruza un pequeño arroyo y tiene dos deh. con buenos pastos: caminos locles y en mal estado: el correo se recibe de Monreal: prod. trigo, avena, vino, legumbres y hortalizas; cria ganado caballar, lanar y vacuno: caza de liebres, perdices y codornices: pobl. 12 vec., 103 alm.: riqueza con el valle (V.).
(Madoz, 1849, p. 145)

En 2023, la entidad singular de población tenía empadronados veinticuatro habitantes y el núcleo de población, también veinticuatro.